# Samuel H. Piles

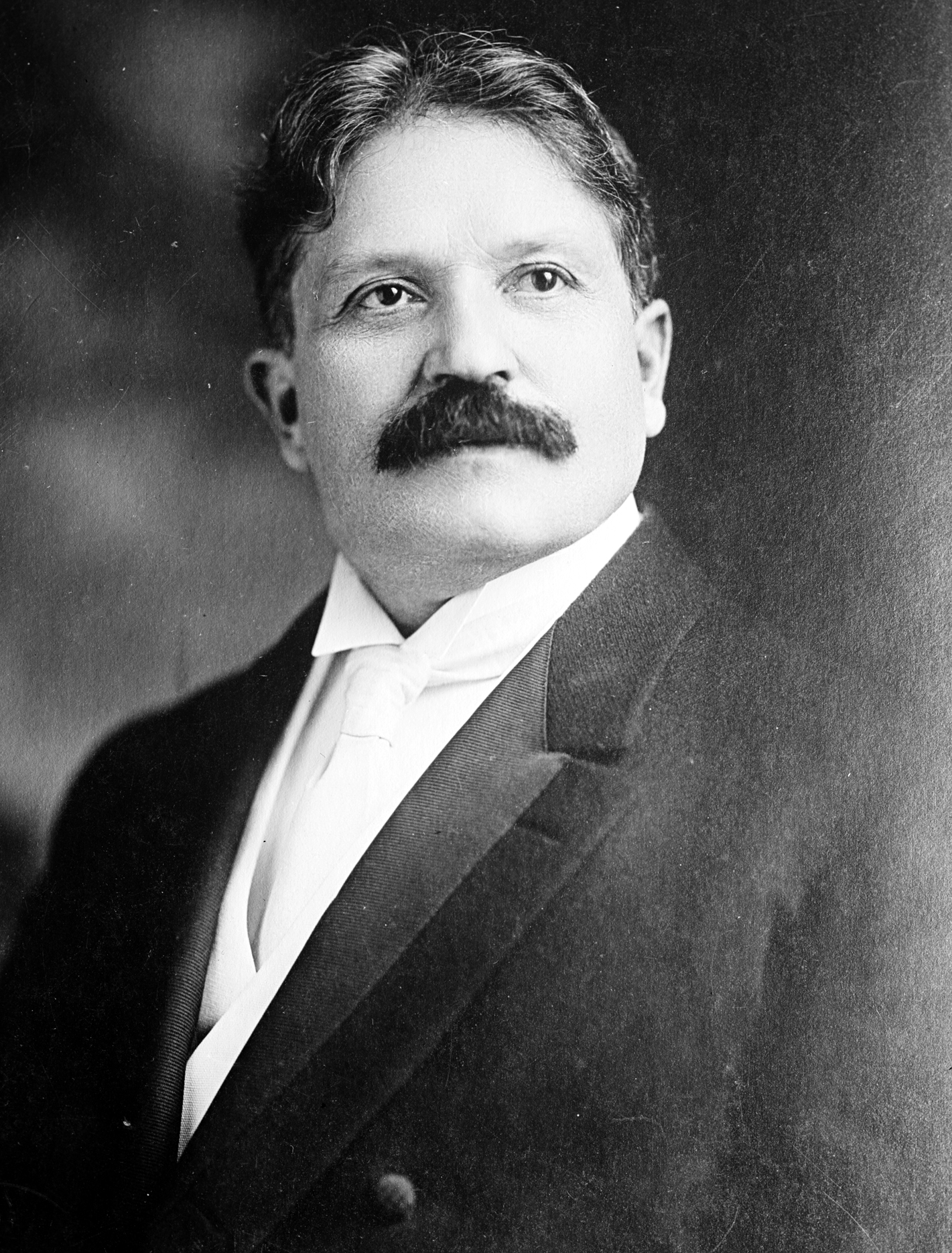
Samuel H. Piles

Samuel Henry Piles (* 28. Dezember 1858 in Smithland, Kentucky; † 11. März 1940 in Los Angeles, Kalifornien) war ein US-amerikanischer Politiker und Diplomat.

## Frühes Leben
Samuel Piles wurde in der Kleinstadt Smithland in Livingston County an der Grenze zum Bundesstaat Illinois geboren, wo er an einer Privatschule unterrichtet wurde. Nach seinem Studium der Rechtswissenschaften zog Piles 1883 in das Snohomish County im Staat Washington, wo er begann, als Anwalt zu praktizieren. Im Jahr 1886 ließ sich Piles zunächst in Spokane nieder, um noch im selben Jahr beruflich in Seattle Fuß zu fassen.

## Politische Karriere
Im Jahr 1887 wurde Piles zum Stellvertretenden Staatsanwalt des 3. Jurisdiktionsbezirks von Washington ernannt; er übte die Funktion bis 1889 aus. Im selben Zeitraum, von 1888 bis 1889, wurde er in den Stadtrat von Seattle gewählt. Im Jahr 1895 erhielt Piles eine Anstellung als Rechtsberater bei der Pacific Coast Co., einer Eisenbahnstrecke, die an der Westküste der Vereinigten Staaten ihre Route hatte. Piles sollte die Funktion zehn Jahre lang, bis 1905, innehaben.
Im Jahr 1904 kandidierte er erfolgreich als Parteimitglied der Republikaner für einen Sitz im Senat der Vereinigten Staaten; nach erfolgreicher Wahl trat er sein neues Amt am 4. März 1905 an. Während seiner Amtszeit als Senator von Washington, die bis zum 3. März 1911 dauerte, war Piles Vorsitzender des Committee on Coast and Insular Survey.
In den 1910er Jahren zog sich Piles aus allen öffentlichen Ämtern zurück und war weiterhin als Rechtsanwalt in Seattle tätig. Es war schließlich Präsident Warren G. Harding, der Piles am 29. Mai 1922 zum US-Botschafter in Kolumbien ernannte. Piles’ Gesandtschaft dauerte sechs Jahre lang, bis zum 17. September 1928.

## Spätes Leben
Piles zog sich in den Ruhestand zurück und zog in den 1930er Jahren von Washington ins kalifornische Los Angeles. Hier starb er 1940, im Alter von 81 Jahren.